# 올웨이스 비보이
"올웨이스 비보이"(Always Be Boyz)는 한국에서 제작된 권우탁 감독의 2009년 드라마 영화이다. 오세빈 등이 주연으로 출연하였다.

## 출연

### 주연
- 오세빈
- 맥시멈 크루
- 미키 루크
- 원채영
- 안지은
- 유덕권

## 기타
- 촬영부: 최은종